# Чернавка (Бондарский район)
Чернавка — село в составе Граждановского сельсовета Бондарского района Тамбовской области.
Расположено на правом берегу реки Малый Ломовис в месте впадения притока Чёрная, в 7,5 км к северо-востоку от села Бондари и в 55 км к северо-востоку от Тамбова. Асфальтированных дорог нет.

## Население
| 2002 | 2010 | 2012 | 2014 | 2015 |
| ---- | ---- | ---- | ---- | ---- |
| 57   | ↗99  | ↘18  | ↘11  | →11  |

## История
В документах ревизской сказки 1811 года село упомянуто как «село Алексеевское, Чернявка тож». Оно было заселено экономическими крестьянами, в 102 домах жили 563 человека. Однако основано село значительно раньше, в конце XVII века. Длительное время оно являлось вотчиной рязанских митрополитов, которые получили от царского правительства земли на территории нынешнего Бондарского района.